# Принцип прилагођености узрасту и потребама ученика
Принцип прилагођености узрасту и потребама ученика је педагошки принцип који утиче на обликовање васпитно-образовног рада у складу са могућностима датог узраста ученика, али и њихових потреба.

## Пожељне активности васпитача
Наставник треба да обликује и прилагођава васпитне поступке узрасту ученика, али при томе да води рачуна и о разноврсним потребама младих које су иначе саставни део њиховог развоја, односно сазревања. То ће постићи тако што ће размотрити и чак охрабрити многа њихова настојања и респектовати њихов узраст, интересе, мотиве и потребе.